# 27 Euterpe
27 Euterpe este un asteroid din centura de asteroizi. A fost descoperit de J. R. Hind la 8 noiembrie 1853. Este numit după Euterpe, una dintre cele nouă muze, fiica lui Zeus și Mnemosyne.
27 Euterpe este unul dintre cei mai strălucitori asteroizi care sunt văzuți noaptea pe cer. La 25 decembrie 2005 avea încă o magnitudine aparentă de 8.3.
Euterpe a fost studiat prin radar.